# Moschus

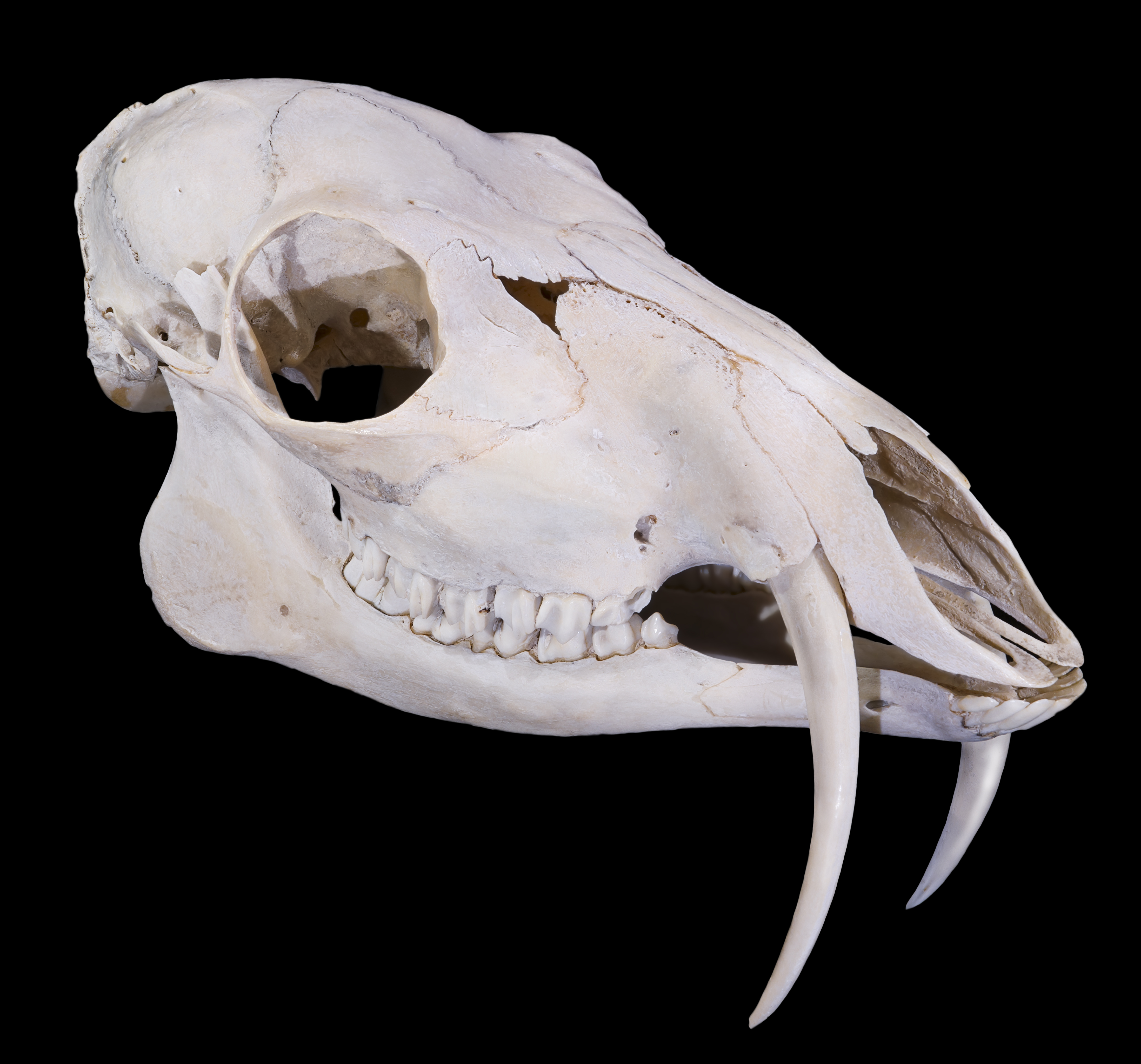
Crani

Moschus és un gènere de mamífers artiodàctils de la família dels cérvols mesquers. Són més primitius que els cèrvids, o cérvols autèntics, car no tenen glàndules facials o a les banyes, tenen un únic parell de mamelles i tenen una vesícula biliar, una glàndula caudal, un parell de dents semblant a ullals i – quelcom de gran importància econòmica pels humans – una glàndula mesquera.